# Grand site des Deux Caps
Le grand site des Deux Caps est un site naturel protégé, labellisé Grand Site de France, situé sur la Côte d'Opale, face à l'Angleterre, entre les villes de Boulogne-sur-Mer et Calais, dans le Nord de la France. 
Il doit son nom aux deux ensembles de falaises distantes de 10,9 km à vol d'oiseau : le cap Gris-Nez au sud-ouest, point du littoral français le plus proche de l'Angleterre, et le cap Blanc-Nez au nord-est, haut de 150 m et qui offre de beaux points de vue des alentours.
Le site est l'un des plus emblématiques du parc naturel régional des Caps et Marais d'Opale et l'un des plus attractifs du nord de la France (2,5 millions de visiteurs par an).

## Géographie

### Localisation
Le site se situe sur la Côte d'Opale, entre les villes de Boulogne-sur-Mer et Calais. 
Il s'étend, du sud au nord, sur huit communes, de Wimereux à Sangatte, soit 23 km de façade littorale. Les huit communes sont : Wimereux ; Ambleteuse ; Audresselles ; Audinghen ; Tardinghen ; Wissant ; Escalles et Sangatte.
Il est inclus dans le parc naturel régional des Caps et Marais d'Opale.

### Arrondissements
- Le cap Gris-Nez et le Petit Blanc-Nez sont dans l'arrondissement de Boulogne-sur-Mer.
- Le cap Blanc-Nez est dans l'arrondissement de Calais.

### Paysage

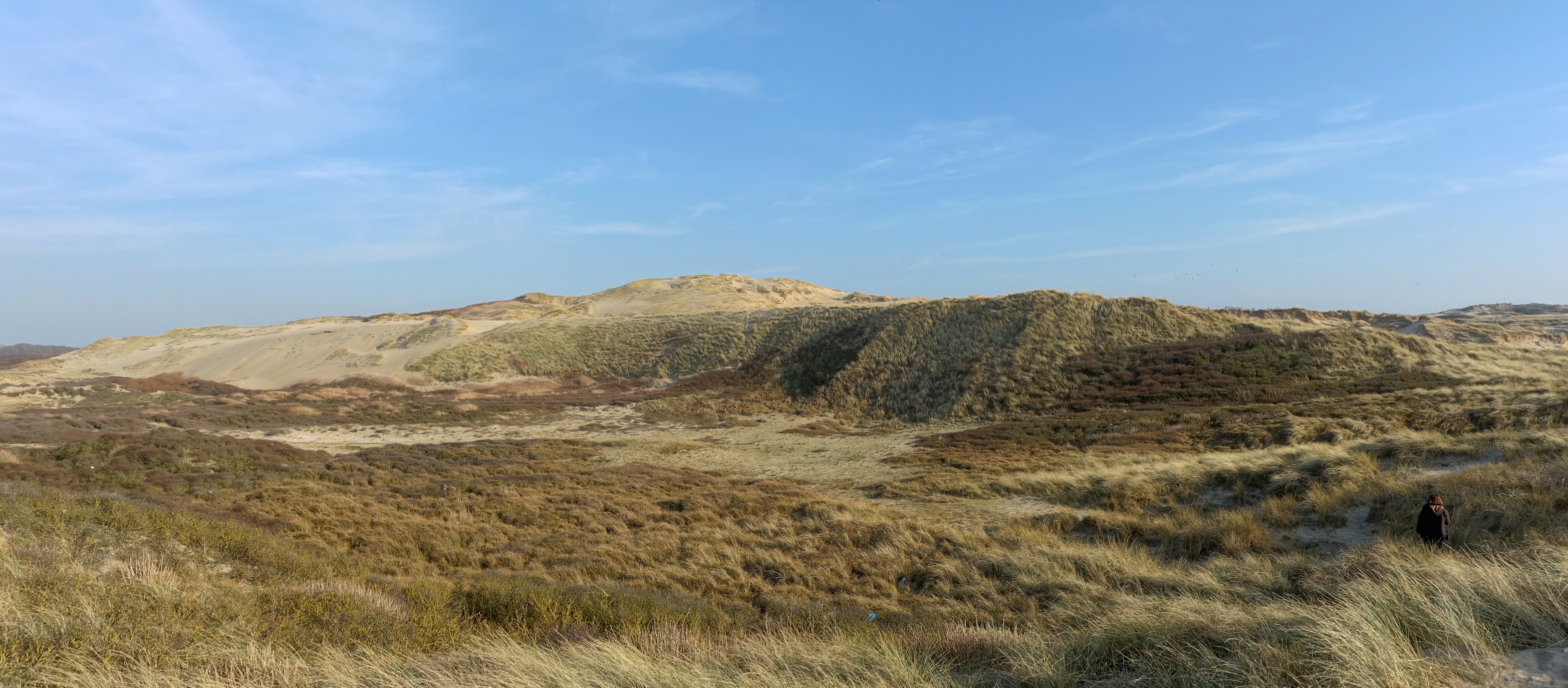
Les dunes de la Slack entre Ambleteuse et Wimereux.

Le site des Deux Caps est composé d'un vaste milieu dunaire de Wimereux à Audresselles, dans la baie de Wissant et à Sangatte.
Les falaises des caps Blanc-Nez et Gris-Nez se sont formées avec l'érosion et la formation de failles. La roche du Gris-Nez (formée à partir d'argile et de grès) date d'il y a environ 160 millions d'années alors que celle du Blanc-Nez (formée à partir de craie) date d'il y a 90 millions d'années.
Les falaises commencent au cap d'Alprech à Écault. Les villes de Boulogne-sur-Mer et de Wimereux sont dans le creux des falaises. La falaise reprend avec la pointe du Rat et le cap Gris-Nez. Les falaises du Petit-Blanc-Nez et du cap Blanc-Nez sont des falaises blanches comme celles de Douvres.
Le paysage intérieur est ouvert, légèrement vallonné et dominé par les champs.

## Écologie
C'est une importante zone de passage pour les oiseaux migrateurs. cinq sites sont classés Natura 2000.

## Gestion
En 1978, le site des Deux Caps est reconnu avec la première démarche d'opération Grand Site en France. 
Le conseil départemental du Pas-de-Calais est maître d'ouvrage de l'opération Grand Site. Le parc naturel est un des partenaires du projet, ainsi que le Conservatoire du littoral. L'Union européenne en finance 50 % et la région est également financeur. La gestion des milieux naturels est réalisée par le syndicat mixte Eden 62.
En 2011, le site a été labellisé Grand Site de France.

## Pour approfondir